# Wharton (inslagkrater)
Wharton is een inslagkrater op de planeet Venus. Wharton werd in 1985 genoemd naar de Amerikaanse schrijfster Edith Wharton (1862-1937).
De krater heeft een diameter van 50,5 kilometer en bevindt zich in het quadrangle Meskhent Tessera (V-3).